# Rethondes
Rethondes település Franciaországban, Oise megyében. Lakosainak száma 649 fő (2022. január 1.). Rethondes Berneuil-sur-Aisne, Choisy-au-Bac, Compiègne, Saint-Crépin-aux-Bois és Trosly-Breuil községekkel határos.

## Népesség
A település népessége az elmúlt években az alábbi módon változott:
| Lakosok száma | 745  | 695  | 656  | 644  | 630  | 636  | 643  | 649  |
|               | 2013 | 2015 | 2017 | 2018 | 2019 | 2020 | 2021 | 2022 |